# تویاما مارو
تویاما مارو (به انگلیسی: Toyama Maru) یک زیردریایی بود.
Toyama Maru (富山 丸) یک زیردریایی نظامی ژاپنی 7،089 تنی در طول جنگ جهانی دوم بود .  در 29 ژوئن 1944 ، Toyama Maru بیش از 6000 مرد از 44 تیپ مستقل مخلوط ژاپن را هنگام شلیک و غرق شدن توسط زیر دریایی USS Sturgeon (SS-187) در Nansei Shoto ، خارج از Taira Jima ، ژاپن ، در موقعیت 27-47 حمل کرد. N ، 129º05'E.  تنها حدود 600 نفر بازمانده بودند که غرق شدن Toyama Maru را به یکی از بدترین بلایای دریایی تاریخ تبدیل کرد.